# Multiplexión por división de tiempo

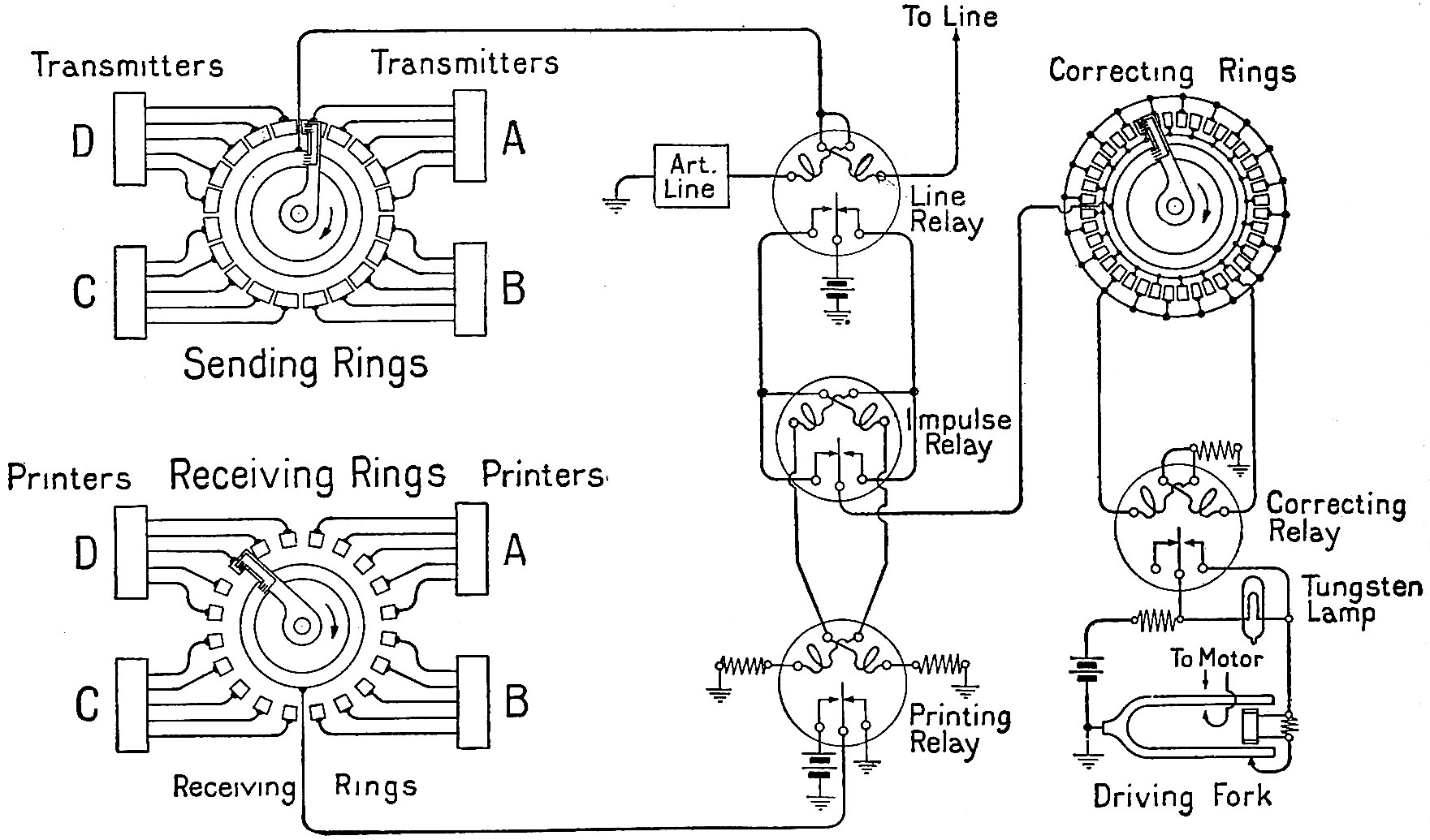
Circuito terminal simplificado del sistema de impresora multiplexada

En la Multiplexación por división en el tiempo (TDM, Time-División Multiplexing) o TDM síncrona los datos de cada una de las fuentes son divididos en ranuras temporales. Se va enviando una ranura de cada fuente a continuación de la ranura anterior, de forma cíclica. El resultado final es un conjunto de bits en el canal que pertenecen a distintas comunicaciones. Este tipo de multiplexación se utiliza para el envío de voz digitalizada (teléfonos móviles).
- Datos: Q901831